# وحدة السكن

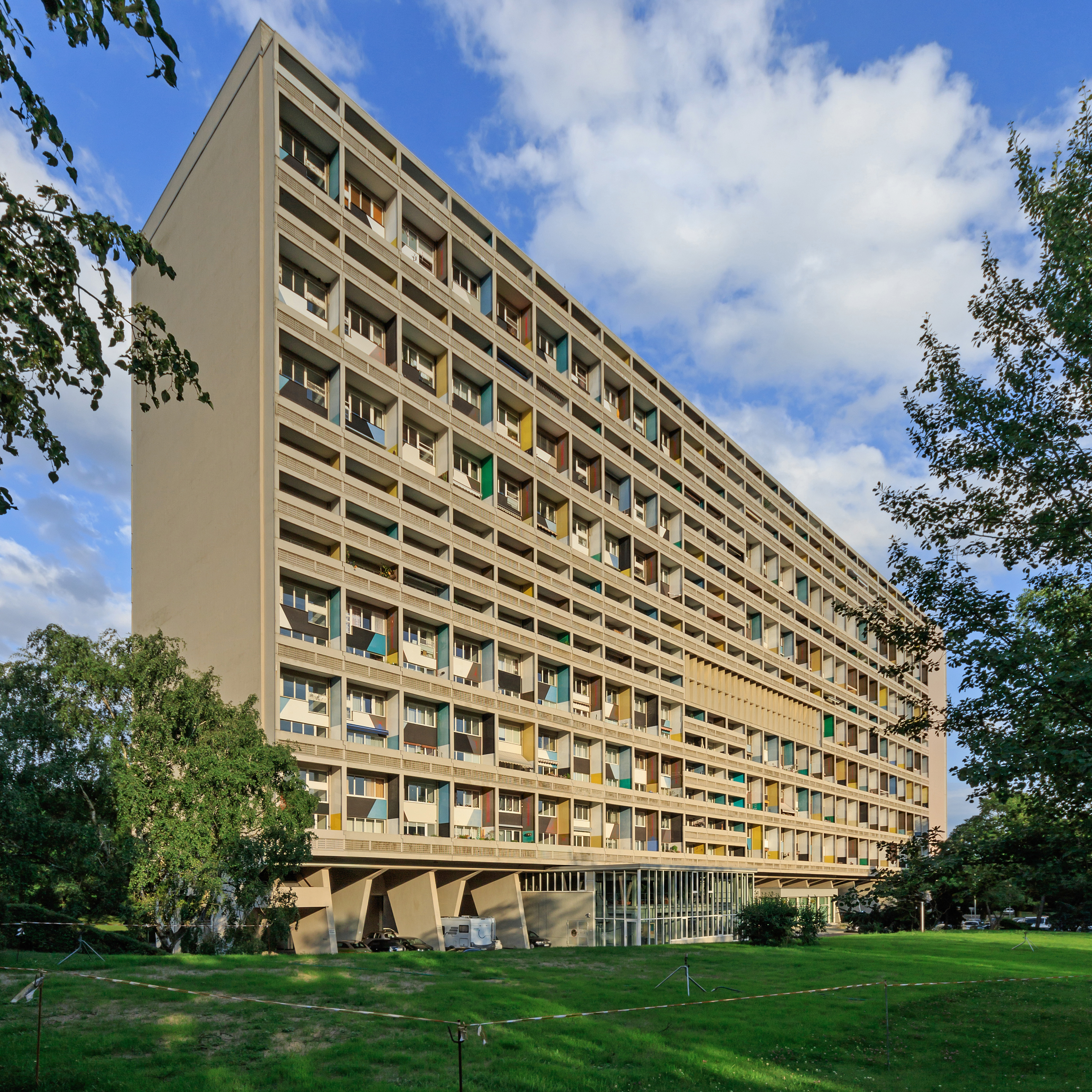

وحدة السكن (Unité d'Habitation) هي إحدى التطبيقات العملية لنظريات لو كوربوزييه. شُيدت بالطريقة الجديدة لبناء المدينة وواحد من النقاط الرئيسية في وصول الحركة الحديثة في مجال العمارة والتصميم الحضري.
الوحدة السكنية في مرسيليا ذات ارتفاع 17 طابق، وتتكون من سلسلة من 337 شقة ، تقريبا كما لو كانت تصنع في سلسلة ومن ثم جمعت، لتشهد على فكرته أن المنزل كان ينبغي أن يتحول إلى "آلة للسكن، "لتتكيف مع الفترة التاريخية لثورة الآلات، والتي يمكن أن يعيش فيها 1500 شخص.
أنشئت الوحدة السكنية لصالح وزارة الإسكان والتعمير الفرنسية في عام 1946 ، مقارنة بالوضع المأسوي في مجال البناء بعد الحرب العالمية الثانية.
أنشأ لوكوربوزييه 5 وحدات سكنية في كل من فرنسا وألمانيا
مثلت وحدته السكنية نظرية جديدة في المعمار وتلقت إنتقادات كبيرة